# Rhodoneura acaciusalis
Rhodoneura acaciusalis is een vlinder uit de familie van de venstervlekjes (Thyrididae). De wetenschappelijke naam van de soort werd voor het eerst geldig gepubliceerd in 1859 door Francis Walker.